# Anders Glenmark
Gert Anders Glenmark, född 20 november 1953 i Tomelilla församling, Kristianstads län, är en svensk pop- och rocksångare, låtskrivare och musikproducent. Han skivdebuterade som soloartist som 19-åring med Någon gång, någonstans, som låg på Svensktoppen 1972.

## Biografi
Anders Glenmark hade sina största framgångar som soloartist i början av 1990-talet med sånger som Hon har blommor i sitt hår, Mare mare, Hon sa och album som Jag finns här för dig, 99 och Boogie i mitt huvud.
Han har deltagit i ett flertal gruppkonstellationer, såsom familjegruppen Glenmarks, syskonduon Gemini med Karin Glenmark, och GES med Orup och Niklas Strömstedt.
Glenmark har producerat bland andra Eva Dahlgren, GES, Patrik Isaksson, Anni-Frid Lyngstad, Orup, Magnus Uggla, Ted Gärdestad, Ann-Louise Hanson, Magnus Carlsson.
Han har även varit en flitigt anlitad studiomusiker och körsångare och inkallades när Abba behövde en gitarrist till inspelningen av Money money money. Samarbetet med gruppmedlemmarna Benny Andersson och Björn Ulvaeus fortsatte och bägge skrev sånger till och producerade gruppen Geminis två album 1985 och 1987 tillsammans med Glenmark. Glenmark engagerades även i kören under inspelningen av konceptalbumet till musikalen Chess 1984, exempelvis i refrängen till One Night in Bangkok. Han medverkade även på de första konsertuppsättningarna av musikalen samma år. 
Glenmark återkom till Chess när musikalen sattes upp i konsertversionen under en turné i Sverige 2015. Det hade då gått mer än tio år sedan han senast släppt ett album.

### Melodifestivalen
Glenmark har deltagit i Melodifestivalen tio gånger, sex gånger som artist (varav tre som medlem i Glenmarks), och fyra gånger som enbart låtskrivare. Glenmarks tävlade först 1973 med bidraget En liten sång som alla andra (4:e plats), 1974 med I annorlunda land (8:e plats) och 1975 med Lady Antoinette (6:e plats). I tävlingen 1981 deltog han ensam med låten Det är mitt liv – det är jag (4:e plats). Året därpå skrev han Kärleken lever till Ann-Louise Hanson (5:e plats), och 1983 låten Bara en enda gång (5:e plats) som sjöngs av Hanson i duett med John Ballard. Tillsammans med systern Karin tävlade han i Melodifestivalen 1984, innan duon hette Gemini, med låten Kall som is (4:e plats). Senaste gången han tävlade som artist var tillsammans med Orup 1989 med låten Upp över mina öron, som slutade på andra plats. Samma år skrev de även bidraget Mitt ibland änglar tillsammans (3:e plats), som framfördes av gruppen Fingerprints. År 2006 skrev han bidraget Lev livet! tillsammans med Niklas Strömstedt, som framfördes av Magnus Carlsson. Bidraget tog sig till final och slutade där på åttonde plats.
Utöver tävlandet framförde GES låten Den andra kvinnan som pausnummer i Melodifestivalen 2003.

### GES
Sedan 1994 är Glenmark medlem i den sporadiskt existerande gruppen GES (Glenmark Eriksson Strömstedt), tillsammans med Orup och Niklas Strömstedt. Gruppen bildades i samband med att artisterna skrev Sveriges officiella VM-låt 1994, När vi gräver guld i USA, som vann Grammis för Årets låt, och låg på Svensktoppen i nio veckor. Detta åtföljdes 1995 med det eponymiska debutalbumet Glenmark, Eriksson, Strömstedt, som nådde förstaplatsen på Sverigetopplistan. 
2003 släpptes uppföljaren Den Andra Skivan, efter vilken gruppen gjorde ett avbrott. De återförenades 2017 för en konsertserie på Borgholms slottsruin på Öland, vilket följdes av en turné sommaren 2018. Efterföljande år så framträdde GES tillsammans på TV-programmet Så Mycket Bättre, där de tolkade Danny Saucedos In The Club, som fick den nya titeln När jag var han.

### Övrigt
Han är bror till Karin Glenmark och brorson till Bruno Glenmark. Han är gift med Birgitta Glenmark (Hajen) och har en dotter.
Glenmark har spelat in ett flertal album för barn. Han sjöng och spelade alla smurfar på skivan Smurferna och Fader Abraham (CBS, 1978), Klas Möllbergs skiva Banarne i Smurfland (M-Records LP, 1979), och skrev och producerade även Gubben Lycklig Och Hans Vänner (CBS, 1981), baserat på Roger Hargreaves Mr. Men-böcker.

## Priser och utmärkelser
- 1989 – Johnny Bode-stipendiet

## Diskografi
Denna diskografi avser soloartisten Anders Glenmark. 

### Album
- 1973 – Känslor
- 1975 – Anders Glenmark
- 1977 – Express
- 1981 – Det är mitt liv – det är jag
- 1988 – Här går en man
- 1990 – Jag finns här för dig
- 1991 – 99
- 1993 – Boogie i mitt huvud
- 1995 – 1975–1981
- 1997 – Glenmark
- 2000 – Hits
- 2002 – Alla dessa bilder

### Singlar
- 1972 – Någon gång, någon stans
- 1972 – Marianne, Marianne
- 1972 – Hur står det till (med Glenmarks)
- 1973 – Det både känns och bränns
- 1975 – Number One Lover
- 1975 – Boom Boom Boom (med Karin Glenmark)
- 1975 – Sextitalslivet
- 1976 – Rock It in My Rocket
- 1976 – Läderlappen/Krambjörn
- 1977 – One Night Stand
- 1977 – (I Keep Finding) Traces
- 1977 – Falling Star
- 1977 – Funky Lover/Express
- 1980 – Gotta Catch a Fast Train
- 1981 – Det är mitt liv – det är jag
- 1984 – Kall som is (med Karin Glenmark)
- 1988 – Bröllopet
- 1988 – Vill du resa i vår, så reser jag med dig
- 1989 – Här går en man
- 1989 – Prinsessor bor någon annanstans
- 1989 – Upp över mina öron (med Orup)
- 1990 – Hon sa
- 1990 – Hon har blommor i sitt hår
- 1991 – Anna dansar
- 1991 – Greyhound Bus
- 1992 – Mare mare
- 1993 – Högre standard
- 1993 – Bygg på mig
- 1993 – Båten
- 1993 – Boogie i mitt huvud
- 1997 – I min säng
- 1997 – Leva länge
- 1997 – Lätt som en fjäder
- 2000 – Kom karavaner (med Søs Fenger)
- 2002 – Låt det komma ut (med Patrik Isaksson)
- 2002 – Lust och välbehag (med Kinnda)
- 2016 – Vackrare